# Isaac Vorsah
Isaac Vorsah (Accra, 21 juni 1988) is een Ghanese voetballer. Hij speelt als verdediger voor het Oostenrijkse Red Bull Salzburg.

## Cluboverzicht
| Seizoen  | Club                | Competitie     | Weds | Goals |
| -------- | ------------------- | -------------- | ---- | ----- |
| 2005-'06 | All Blacks FC       |                | -    | -     |
| 2006-'07 | All Blacks FC       |                | -    | -     |
| 2007     | Asante Kotoko       | Premier League | -    | -     |
| 2007-'08 | TSG 1899 Hoffenheim | 2. Bundesliga  | 17   | 1     |
| 2008-'09 | TSG 1899 Hoffenheim | Bundesliga     | 26   | 0     |
| 2009-'10 | TSG 1899 Hoffenheim | Bundesliga     | 16   | 0     |
| 2010-'11 | TSG 1899 Hoffenheim | Bundesliga     | 30   | 3     |
| 2011-'12 | TSG 1899 Hoffenheim | Bundesliga     | 21   | 0     |
| 2012-'13 | Red Bull Salzburg   | Bundesliga     | 15   | 1     |
| 2013-'14 | Red Bull Salzburg   | Bundesliga     | 0    | 0     |
|          |                     | Totaal         | 125  | 5     |

## Erelijst
Red Bull Salzburg
- Bundesliga

2014
1 Blaswich  ·
3 Terzić ·
4 Blank ·
5 Okoh ·
6 S. Baidoo ·
7 Capaldo ·
8 Bajcetic ·
10 Clark ·
11 Fernando ·
14 Kjærgaard ·
15 Diambou ·
16 Kawamura ·
18 Bidstrup ·
19 Konaté ·
20 E. Baidoo ·
21 Ratkov ·
23 Gadou ·
24 Schlager ·
27 Gourna-Douath ·
28 Daghim ·
29 Guindo ·
30 Gloukh ·
36 Mellberg ·
39 Morgalla ·
45 Nene ·
49 Yeo ·
55 Wallner ·
70 Dedić ·
81 Diakité ·
91 Piątkowski ·
Coach: Letsch